# Ayhan Ergürsel
Ayhan Ergürsel (Istanbul, 15 agosto 1961 – Istanbul, 29 marzo 2019) è stato un montatore turco, frequente collaboratore del regista Nuri Bilge Ceylan.

## Biografia
Cresciuto in un orfanotrofio, si è avvicinato alla professione del montatore da autodidatta. Ha esordito nel cinema turco nei primi anni novanta dopo una gavetta nella pubblicità. È stato il montatore dei primi cinque lungometraggi di Nuri Bilge Ceylan: Kasaba (1997), Nuvole di maggio (1999), Uzak (2002), Il piacere e l'amore (2006) e Le tre scimmie (2008). Mentre si trovava alle prese col montaggio di quest'ultimo film, ha incontrato il regista messicano Amat Escalante, che, conoscendolo grazie al sodalizio con Ceylan, l'ha voluto come montatore del film Los bastardos (2008). Ergürsel avrebbe lavorato nuovamente con lui nel seguente Heli (2013), di cui non ha curato il montaggio, partecipando invece alla stesura della sceneggiatura assieme ad Escalante ed al suo connazionale Zümrüt Çavuşoğlu e suggerendo al regista anche diverse idee di montaggio, movimenti di macchina e la scelta dell'attore principale durante un sopralluogo in Messico.
Ha vinto diversi premi a livello nazionale e internazionale, e sei dei film da lui montati sono stati inseriti nella selezione ufficiale del Festival di Cannes. Considerato uno dei maggiori professionisti del cinema del suo Paese nel suo campo, si è spento all'età di 57 anni a causa di un infarto.

## Filmografia parziale
- Kasaba, regia di Nuri Bilge Ceylan (1997)
- Nuvole di maggio (Mayıs sıkıntısı), regia di Nuri Bilge Ceylan (1999)
- Uzak, regia di Nuri Bilge Ceylan (2002)
- Meleğin düşüşü, regia di Semih Kaplanoğlu (2004)
- Il piacere e l'amore (İklimler), regia di Nuri Bilge Ceylan (2006)
- Yumurta, regia di Semih Kaplanoğlu (2007)
- Le tre scimmie (Üç maymun), regia di Nuri Bilge Ceylan (2008)
- Los bastardos, regia di Amat Escalante (2008)
- 11'e 10 kala, regia di Pelin Esmer (2009)
- Bal, regia di Semih Kaplanoğlu (2010)
- Yurt, regia di Muzaffer Özdemir (2011)
- Muffa (Küf), regia di Ali Aydın (2012)
- Gözetleme kulesi, regia di Pelin Esmer (2012)

## Riconoscimenti
- Festival internazionale del cinema di Adalia[6]
  - 2006 – Arancio d'oro al miglior montaggio per Il piacere e l'amore
- Festival internazionale del cinema di Adana[2]
  - 1992 – Miglior montaggio per Cazibe hanımın gündüz düşleri
- Festival internazionale del cinema di Alessandria d'Egitto[2]
  - 2000 – Miglior montaggio per Nuvole di maggio
- Festival internazionale del cinema di Ankara[2]
  - 2002 – Miglior montaggio per Uzak
- Premio SİYAD (Sinema Yazarları Derneği) della critica turca[2]
  - 2007 – Miglior montaggio per Yumurta
  - 2008 – Miglior montaggio per Le tre scimmie